# Опвейк
Опвейк (на нидерландски: Opwijk) е селище в Централна Белгия, окръг Хале-Вилворде на провинция Фламандски Брабант. Населението му е около 12 200 души (2006).